# Christoph Entzelt
Christoph Entzelt (auch: Enzelius; * 1517 in Saalfeld/Saale; † 15. März 1583 in Osterburg) war ein deutscher evangelischer Geistlicher und Historiker.
Christoph Entzelt studierte ab 1532 an der Universität Wittenberg, wo er Martin Luthers Vorlesungen besuchte. 1539 wurde er Rektor in Tangermünde, danach Pfarrer in Rathenow und 1558 Pfarrer in Osterburg.
Neben seiner seelsorgerischen Tätigkeit beschäftigte er sich mit der Geschichte der brandenburgischen Altmark. Als Ergebnis seiner Forschungen veröffentlichte er 1579 in Magdeburg eine durch Regentengenealogien geprägte „Cronika der alten Mark“, die mehrere spätere Ausgaben erlebte und als erstes eigenständiges Geschichtswerk der Altmark gilt. Zudem hat er an dem 1581 in Magdeburg erschienenen Werk vom „Ursprung und Ankunft des uralten ritterlichen Geschlechts derer von Alvensleben“ mitgewirkt.

## Werke
- Chronicon oder Kurtze einfeltige verzeichenus/ darinne begriffen / wer Die Alte Marck und nechste Lender darbey sind der Sindfluth bewonet hat. Magdeburg 1579, Reprint (Faksimilie) vom Original, Becker, Potsdam 2011, ISBN 978-3-88372-038-8
- Altmärckische Chronica. Salzwedel 1736 (überarbeitete Nachauflage mit beigefügter deutscher Übersetzung der Geschichte der Marggraffschafft Saltzwedel, in welcher besonders Albrechts des Bären Leben und Thaten ausgeführet werden von Caspar Sagittarius) (Digitalisat MDZ)